# Ялаха
Ялаха (англ. Yalaha) — статистически обособленная местность, расположенная в округе Лейк (штат Флорида, США) с населением в 1175 человек по статистическим данным переписи 2000 года.

## География
По данным Бюро переписи населения США, статистически обособленная местность Ялаха имеет общую площадь в 38,33 квадратных километров, из которых 16,06 кв. километров занимает земля и 22,27 кв. километров — вода. Площадь водных ресурсов округа составляет 58,1 % от всей его площади.
Статистически обособленная местность Ялаха расположена на высоте 23 м над уровнем моря.

## Демография
По данным переписи населения 2000 года, в Ялахe проживало 1175 человек, 385 семей, насчитывалось 521 домашнее хозяйство и 601 жилой дом. Средняя плотность населения составляла около 30,65 человек на один квадратный километр. Расовый состав населённого пункта распределился следующим образом: 83,66 % белых, 11,83 % — чёрных или афроамериканцев, 0,17 % — коренных американцев, 0,77 % — азиатов, 1,19 % — представителей смешанных рас, 2,38 % — других народностей. Испаноговорящие составили 4,68 % от всех жителей статистически обособленной местности.
Из 521 домашних хозяйств в 18,2 % воспитывали детей в возрасте до 18 лет, 64,7 % представляли собой совместно проживающие супружеские пары, в 6,1 % семей женщины проживали без мужей, 26,1 % не имели семей. 23,8 % от общего числа семей на момент переписи жили самостоятельно, при этом 15,0 % составили одинокие пожилые люди в возрасте 65 лет и старше. Средний размер домашнего хозяйства составил 2,24 человек, а средний размер семьи — 2,62 человек.
Население статистически обособленной местности по возрастному диапазону по данным переписи 2000 года распределилось следующим образом: 17,1 % — жители младше 18 лет, 3,7 % — между 18 и 24 годами, 20,8 % — от 25 до 44 лет, 29,0 % — от 45 до 64 лет и 29,4 % — в возрасте 65 лет и старше. Средний возраст жителей составил 50 лет. На каждые 100 женщин в Ялахe приходилось 94,2 мужчин, при этом на каждые сто женщин 18 лет и старше приходилось 96,4 мужчин также старше 18 лет.
Средний доход на одно домашнее хозяйство статистически обособленной местности составил 31 940 долларов США, а средний доход на одну семью — 38 026 долларов. При этом мужчины имели средний доход в 31 932 доллара США в год против 22 829 долларов среднегодового дохода у женщин. Доход на душу населения статистически обособленной местности составил 31 940 долларов в год. 6,0 % от всего числа семей в населённом пункте и 11,2 % от всей численности населения находилось на момент переписи населения за чертой бедности, при этом 21,2 % из них были моложе 18 лет и 11,5 % — в возрасте 65 лет и старше.